# Gastronomía del Estado de México

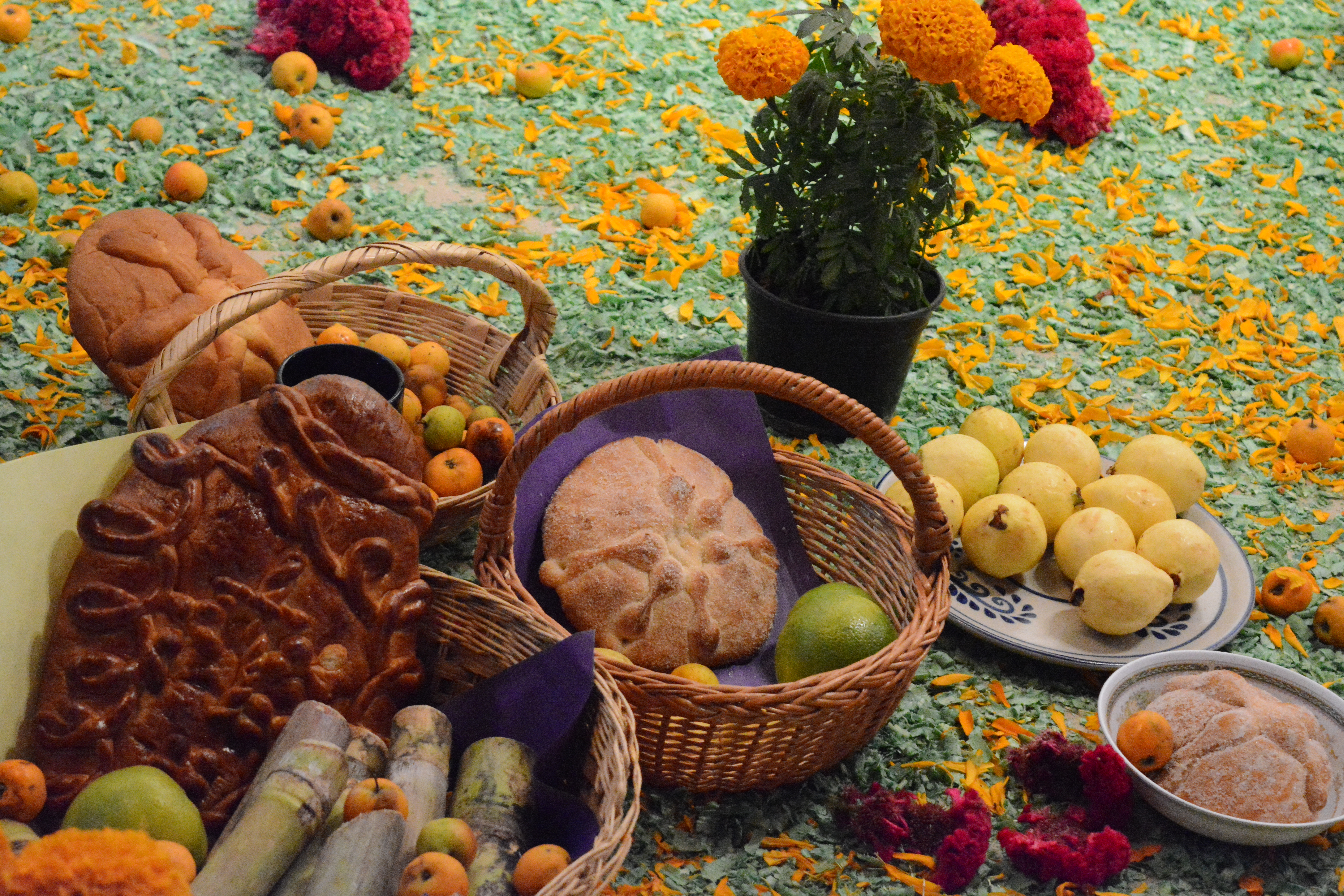
Alimentos en la ofrenda de Día de Muertos.

La gastronomía mexiquense son las comidas, bebidas y demás tradición culinaria del Estado de México, en México. En el Estado de México (o Edomex) se puede encontrar una cocina representativa de la gastronomía mexicana, pues recibe numerosas influencias de otros lugares por su situación geográfica en el centro del país, colindante con otros 7 estados (al norte con Querétaro, al noreste con Hidalgo, al este con Tlaxcala, al sureste con Puebla, al sur con Morelos, al suroeste con Guerrero y al oeste con Michoacán) y rodeando casi por completo a la Ciudad de México. La cocina mexiquense se basa en las tradiciones gastronómicas matlazinca, mazahua, nahua, otomí y tlahuica que allí habitan.
Algunos platos típicos del Estado de México son los mixiotes, los tlacoyos, las quesadillas de hongos, los tamales o el guajolote en salsa verde o en pipián. Con Hidalgo comparte numerosos platillos como el ximbó, los gualumbos y la barbacoa de carnero. Uno de los productos más típicos del valle de Toluca es la carne de cerdo, herencia de los españoles que se establecieron en la región para la crianza de este animal. Del puerco se obtienen diversos embutidos locales, como longanizas, moronga, jamón, el chorizo verde o el chorizo almendrado de Toluca, el obispo de Tenancingo, o el queso de puerco.
Los pescados como carpas y truchas arcoíris se producen en las diferentes piscifactorías del estado. Antiguamente los pescados de aguas dulces fueron la base de la dieta mexiquense. Edomex es líder nacional en la producción de maíz y frijoles, ingredientes esenciales de la dieta mexicana, que junto con el chile se conoce como «la Santísima Trinidad de la cocina mexicana». De herencia mexica es el consumo de insectos: acociles, chinicuiles, escamoles o chapulines. En la época de lluvias se consumen hongos y quelites.

## Productos

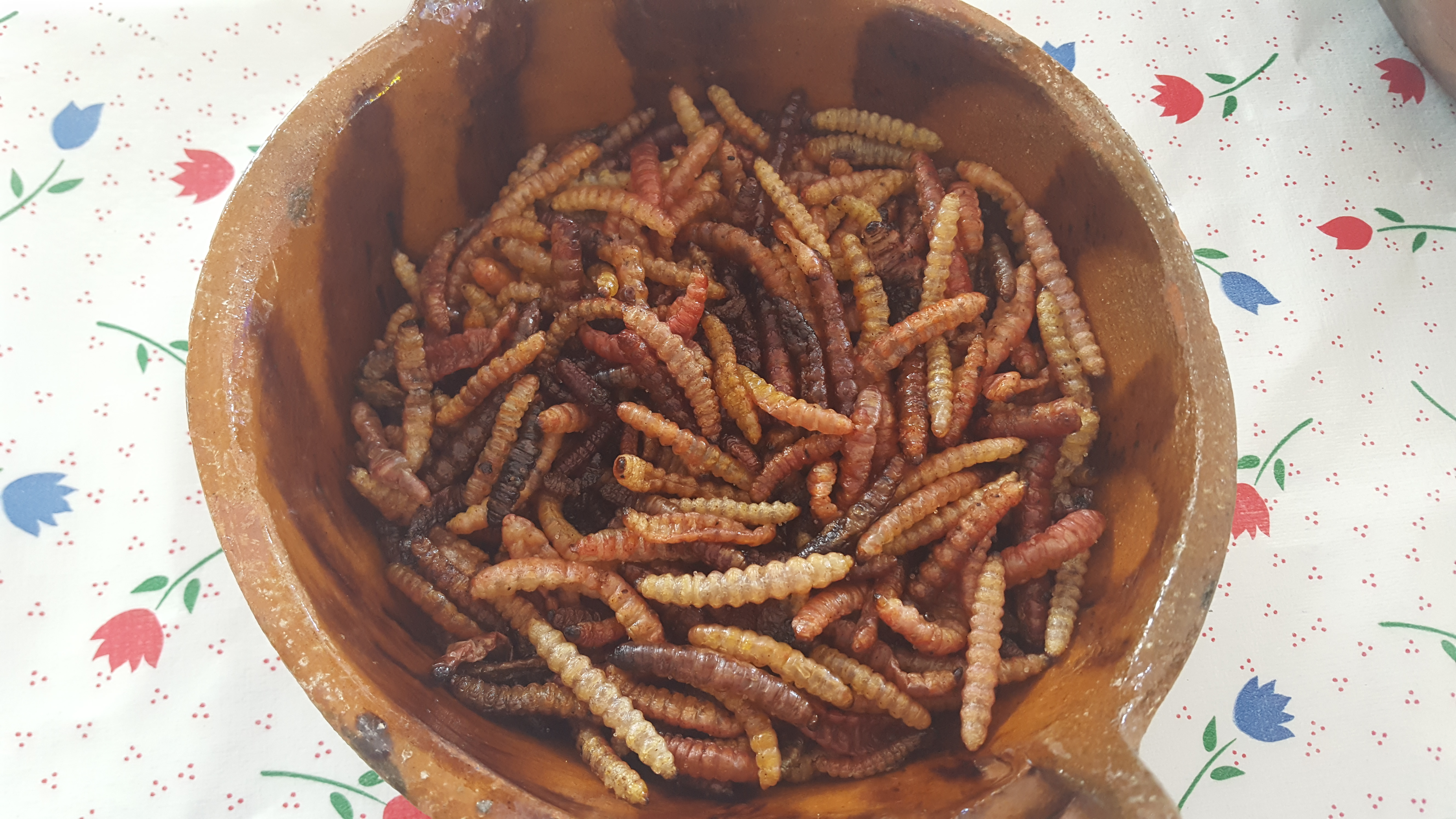
Deliciosos chinicuiles.

Chorizos del Valle de Toluca.

Algunos productos importantes en el Estado de México:
- Cerdo: se trata de un animal introducido por los españoles durante la colonización. Primero fue introducido en las Antillas y luego en Nueva España. Hernán Cortés consideró el valle de Toluca un buen lugar en donde comenzar a introducirlo (en 1525).[5] Eran relativamente fáciles de mantener y su carne se convirtió rápidamente en una de las más consumidas de México.[6] Los cerdos y otros animales fueron, sin embargo, importantes portadores de enfermedades.[7] Hoy en día, sin embargo, la producción porcina en el estado de México es una de las que más decrece en toda la República: «el bajo ritmo de crecimiento del Estado de México se debió a su deficiente estructura económica en la actividad porcícola y por los cambios en el consumo de su población en mayor grado urbana, que se ha reorientado hacia el sector avícola» (2009).[8] Algunos derivados del cerdo que se producen en Edomex:
  - Carnitas: se trata de carne de cerdo que ha sido frita en un cazo con su propia grasa, es decir, en manteca de cerdo. Se usan varias partes del cerdo: maciza y nana (útero), trompa y oreja, pajarilla o páncreas y corazón, rabo y buche (estómago), cachete y bofe (pulmón) o hígado y cuero.[9] Si se combinan lengua, estómago y útero se denomina nenepil[10] (del náhuatl, nenepilli «lengua»).[11] Si se combinan las vísceras o el corazón, bofe e hígado se le llama chanfaina.[12] Se usa principalmente como relleno para tacos, aunque también tortas, huaraches, gorditas...
  - Chicharrón: también proveniente del cerdo, concretamente su piel, o cuero. Se sala y se deja ventilar, se corta en trozos rectangulares y se sancocha, es decir, se fríe en su propia manteca a fuego lento. Finalmente se «truena» la pieza, es decir se vuelve a freír pero esta vez a fuego alto y tan solo unos 10-20 segundos, lo que hace que se infle y le dé su característica textura crujiente. No se debe confundir con el cuerito o chicharrón prensado (usado para las carnitas), pues sí es el mismo producto, la piel del cerdo, pero cocinado diferente.

- Embutidos
  - Chorizo almendrado
  - Chorizo toluqueño
  - Chorizo verde, elaborado con carne de cerdo y varias especias que le dan su característico color (chile serrano, cilantro, tomatillo, espinacas, pepitas de calabaza, laurel, cilantro, orégano, ajo, sal, vinagre, chile seco, jengibre, almendras, pasas, nuez, cacahuate... (varía según el carnicero).[13] Se trata de un embutido típico de Toluca de Lerdo.
  - Longaniza
  - Obispo, embutido hecho de carnitas de cerdo con pasas, piñones y almendras.[14] Se dice que antiguamente se agregaban también sesos de cerdo, lo que le daba su sabor diferencial.[15] Pueden ser salados o dulces, picantes o no, y se suelen servir en taco. Desde 2004, el Ayuntamiento de Tenancingo (su ciudad de origen) organiza la Feria del Obispo.[16]
  - Queso de puerco, un embutido elaborado con la cabeza del cerdo, ajo, pimienta negra, clavo, tomillo, mejorana y sal. Una vez hecho, se conserva en tompeates de mimbre. Es típico de los estados del centro de México.[17]
- Los hongos, que se consumen durante la estación lluviosa (jul-sept), destacan clavitos, manitas, morillas y yemitas[4]
- Insectos, que ya se consumían desde época prehispánica:
  - 'Axayácatl' y su hueva, el ahuautle, varias especies de las familias Notonectidae o Corixidae, que tradicionalmente se pescan con red en las áreas lacustres del estado de México. Se suelen servir tostado y la hueva, frita. También en tamal o en mixiote. Son un alimento rico en proteína (aproximadamente un 60%), tradicional de la cuaresma y la Nochebuena.[18]
  - Chapulines, tipo de saltamontes (ortópteros), apreciados por su valor nutricional ya que contienen un 70-77% de proteínas,[19] y a diferencia de la carne, su aporte de grasas es nulo.
  - 'Escamoles', llamado «el caviar mexicano», se trata de larvas de hormiga (Liometopum apiculatum). Se puede servir en tacos o con epazote,[20] y en México se consideran un manjar.
  - 'Gusanos de maguey', de los cuales existen dos variedades: mecouiles (gusano blanco) y chinicuiles o tecoles (gusanos rojos).[21] Se trata de larva de la mariposa Aegiale hesperiaris, y también se consideran un manjar. Se pueden usar para cocinar una salsa o servirse en taco.
  - Chilocuil, chinicuil o techol, llamado «gusano del chile» (Comadia redtenbacheri), que se fríen y se comen solos con salsa o en taco; también se consumen sus larvas, y se comen tanto en el estado de México y en el vecino estado de Hidalgo. Destacan los chinicuiles de Zumpango.
  - 'Toritos', un pequeño hemíptero con un sabor intenso. Se recogen en multitud en las hojas del aguacatero o en las espigas del huizcolote, y se asan o se fríen.[22]
- Pescados y mariscos de agua dulce:
  - Acociles, no es un pescado sino un crustáceo de agua dulce y de pequeño tamaño. Hay diferentes especies de acociles, todas del género Cambarellus. Se pueden usar para caldos de pescado, para guisos, cócteles de marisco o servirse en tacos.[23]
  - Los charales,[nota 1] que son un pescado pequeño, de 6 a 12 cm. Se suelen capear y aderezar con lima.
  - Mexcalpiques, pescados de pequeño tamaño.
  - La trucha arcoiris se introdujo en México para repoblar los cuerpos de agua dulce. El primer vivero se construyó en Chimela Lerma (Municipio de Lerma) a finales del siglo XIX.[24] Desde entonces, la acuicultura de la trucha en el Edomex se ha convertido en un caso de éxito, con una producción anual promedio de 1 880 t (2011), lo que equivale a más de la mitad (52%) de la producción nacional.[25] No obstante, la trucha arcoíris no es una especie autóctona y se considera una de las «cien especies invasoras más dañinas».
  - Samborojo
- Quelites de todo tipo: alaches, cenizo, chivitos, flor de chilacayote, hoja de rábano, hoja de nabo, cogollitos de colorín, huazontle, malva, almendra de capulin, verdolaga u oreja de ratón.[26]
- La salsa borracha, llamada así porque incluye pulque o cerveza, suele acompañar la barbacoa.[27]
- Lácteos de Chalco, Ixtapaluca y Texcoco, municipios que lideran la producción ganadera. Se producen leche, quesos, cremas, mantequillas y helados.[28]
- El maíz, que abarca en torno a un tercio total de la producción agrícola del Estado de México, siendo su principal producto cultivado.[29]

## Antojitos y platillos

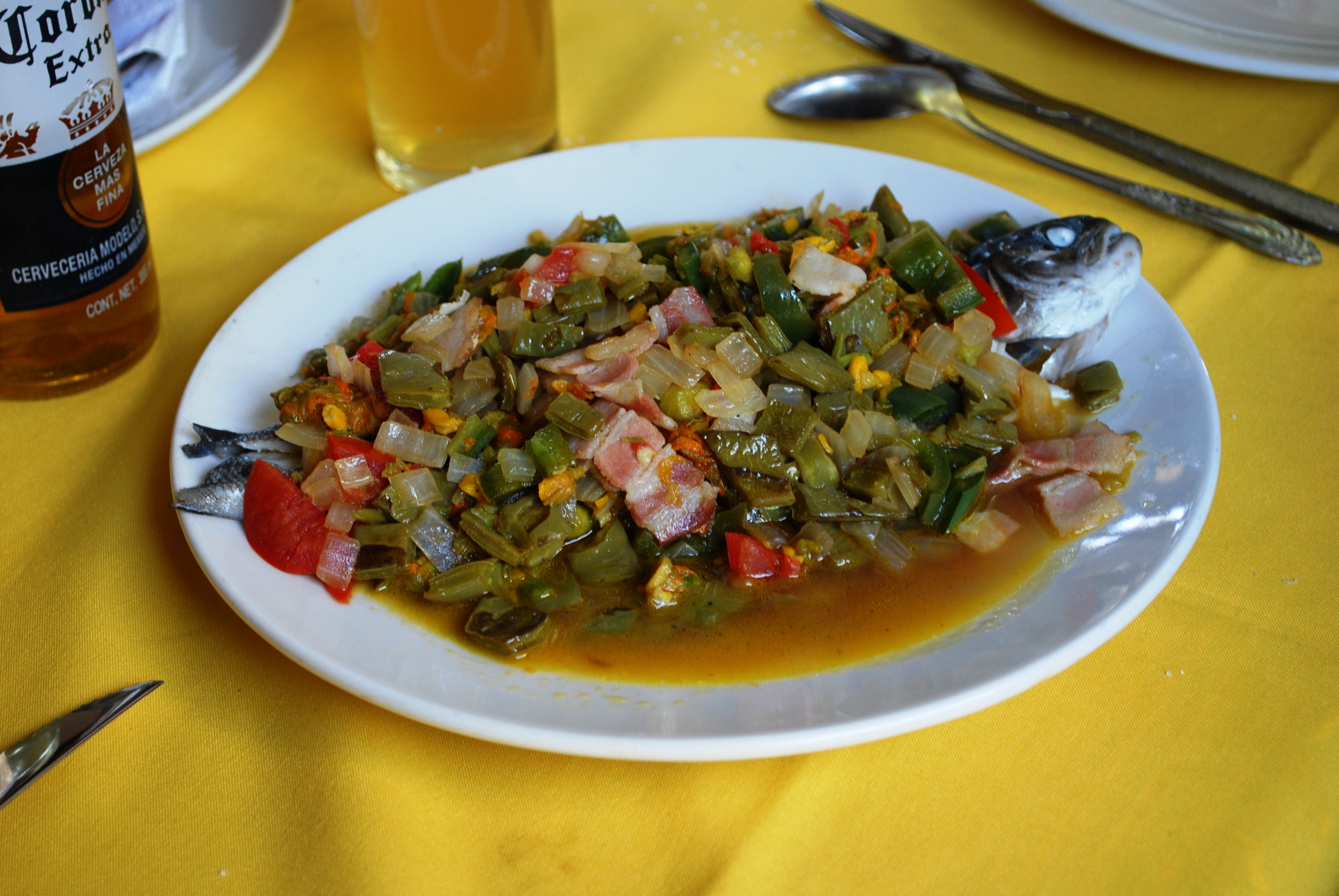
Trucha estilo Malinalco.

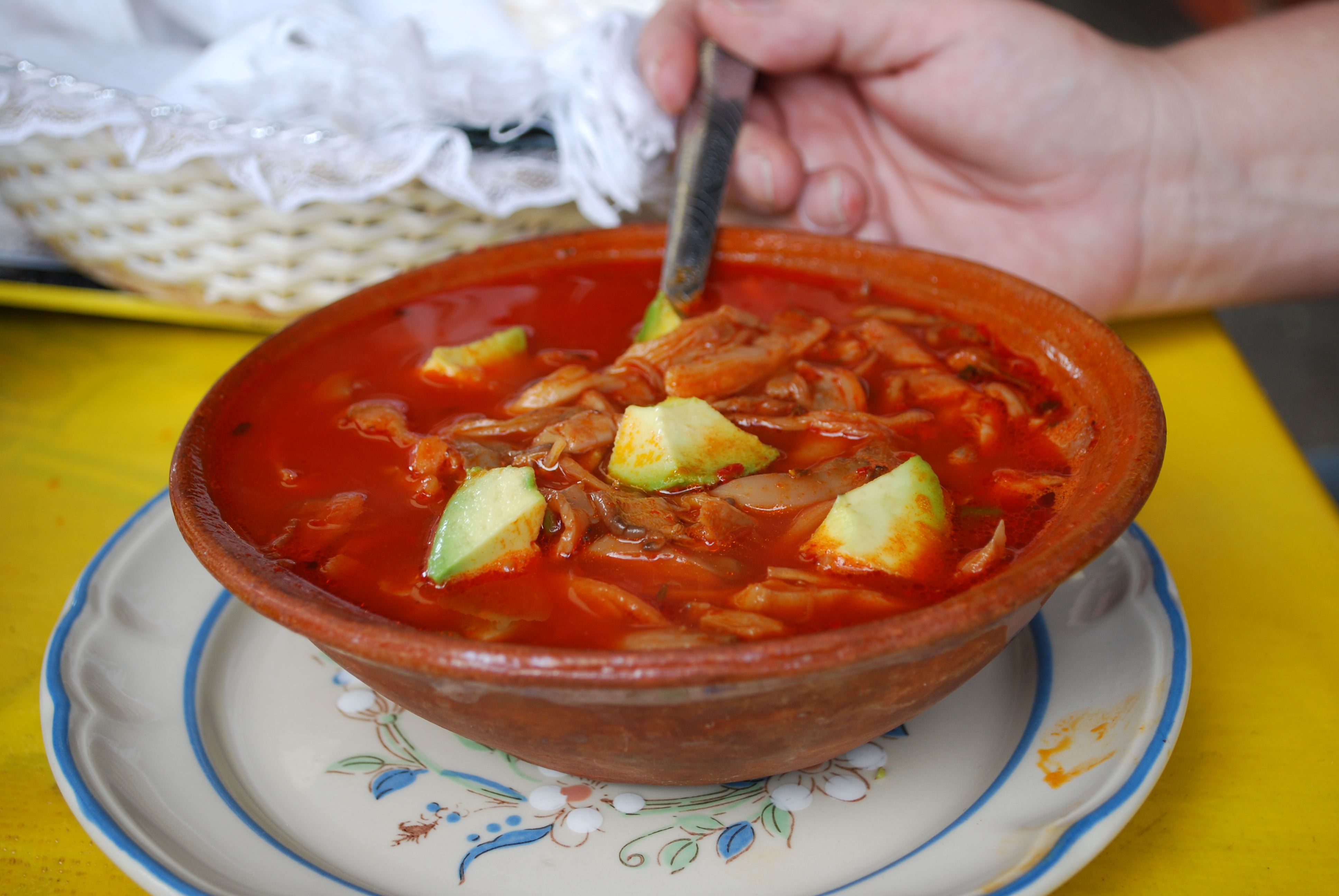
Sopa de hongos en Ocoyoacac.

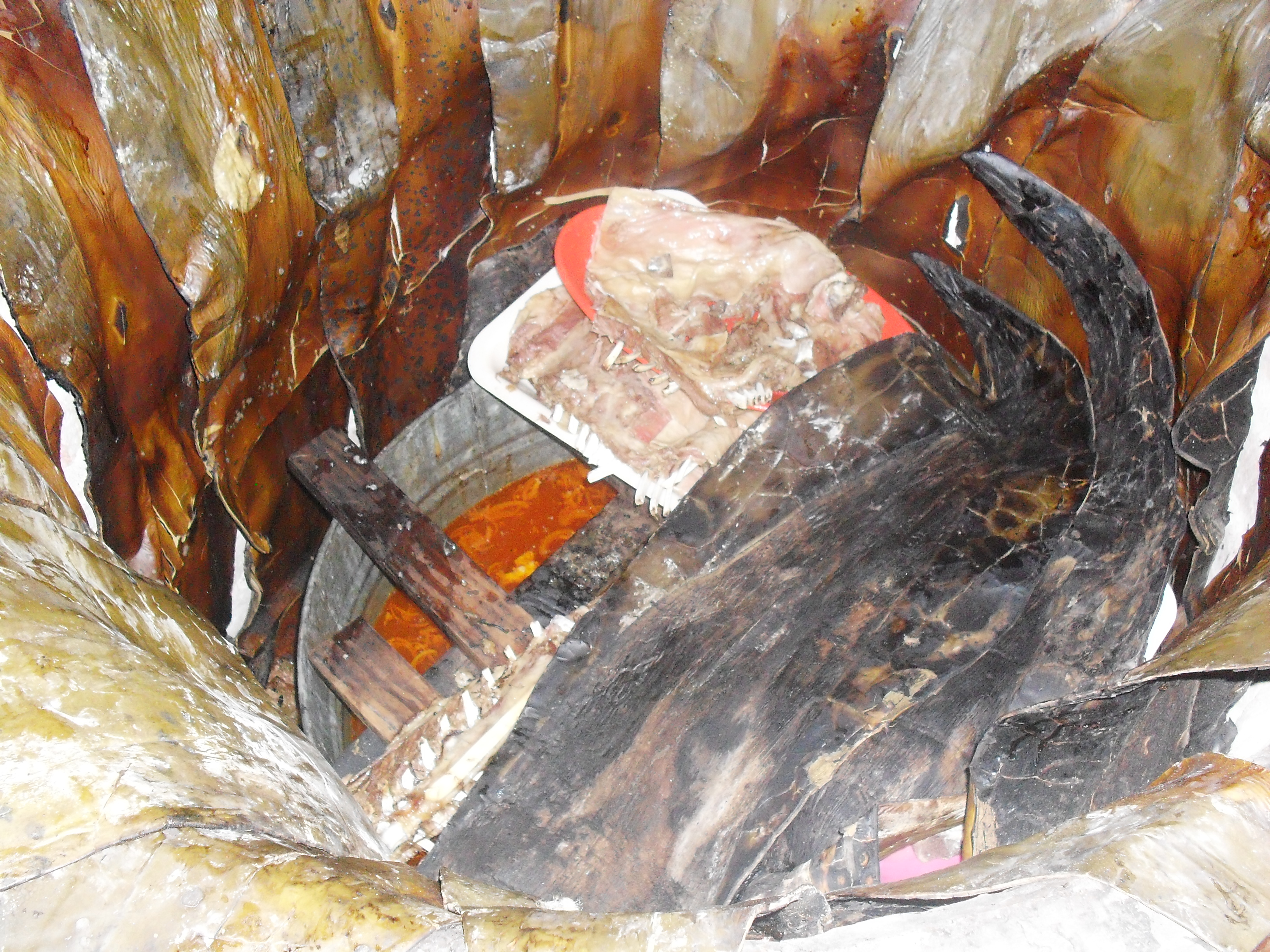
Barbacoa de carnero en Otumba.

El ximbó, gastronomía de Hueypoxtla.

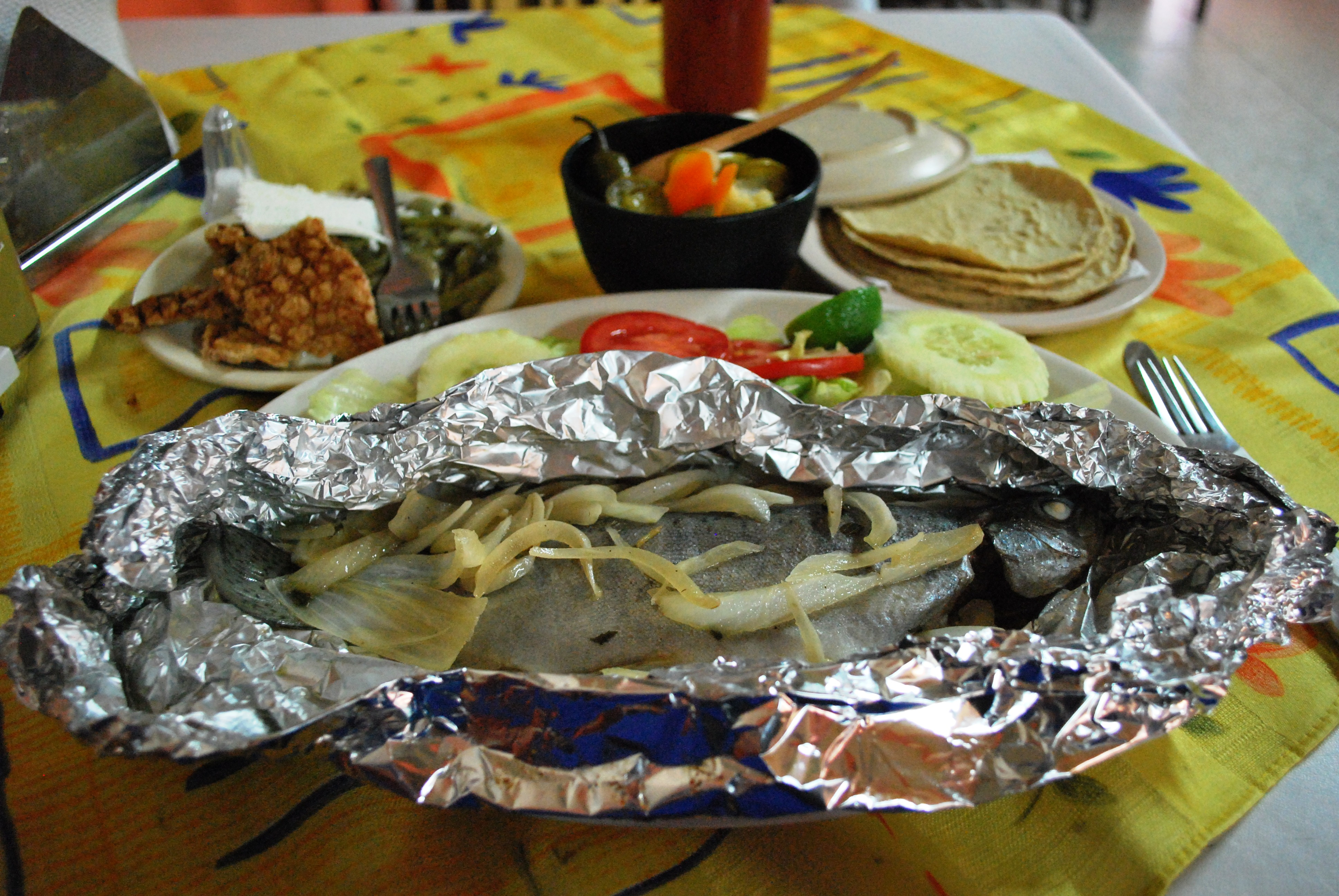
Trucha en Tenango del Valle.

Entre los antojitos y platillos típicos de Edomex, destacan:
- Albóndigas en chipotle
- Atole agrio o xocoatole (del náhuatl, xócotl 'agrio'), un atole elaborado con masa fermentada. También es típico de Hidalgo y otros estados, con sus respectivas variantes regionales. Es típico tomarlo en Semana Santa.[30]
- Ayocotes con mole
- La barbacoa, de chivo o borrego,[31] es un método de asar la carne de origen prehispánico, consiste en cavar un hoyo en la tierra, preparar unas brasas y enterrar el alimento envuelto en pencas de maguey. De esta manera la carne queda muy jugosa. Es típico de las áreas rurales como Metepec.[3]
- Chilapazón
- El chileatole, un tipo de atole pero salado, que acostumbra a llevar maíz (elote tierno y masa), chile, epazote y cebolla. A veces alguna ave de corral o queso.
- Chimpa
- Conejo en adobo de chile y especias en el que se cuece u hornea las piezas de carne de conejo. También se puede marinar y hacer a la brasa. El adobo de conejo también es típico en Hidalgo.[32]
- Crema de frijol
- Frijoles quebrados con flor de garambullo
- Las habitas empulcadas son un acompañamiento típico en el Edomex que consiste en habas verdes fritas en manteca con cebolla y ajo, y luego cocidas en pulque.[33]
- Huevos rancheros
- El mextlapique, un platillo que tiene su origen en las tradiciones culinarias prehispánicas de los lagos y ríos del centro de México. Es similar a un tamal, pero sin masa. Se rellenan las hojas de maíz con pescado y distintas verduras y se condimenta con epazote. Luego se tatema en el comal.
- Al igual que el anterior, el michmole es una receta cuyo origen se remonta a la gastronomía lacustre prehispánica. Como su nombre náhuatl sugiere, es pescado guisado en un mole verde.
- El mixiote rojo, verde, de conejo[31] o de cerdo,
- El pambazo, un pan tipo bolillo relleno con papa y chorizo, y bañado en salsa de chile guajillo.
- Pepeto, un caldo que incluye carne de cerdo, elote, cebolla, chilacayote, habas, epazote y chile manzano.[2][34] Su temporada de consumo va de junio a noviembre, y es originario de Coatepec Harinas.[34]
- Pollo en cuñete, pollo frito o cocido y aromatizado con laurel, tomillo, orégano, mejorana, pimienta de Tabasco... además de pasas y almendras peladas y trituradas. Frecuentemente se acompaña de una guarnición de papas, cebolla y zanahorias.
- El pozole, una popular sopa caliente y ligeramente picante a base de maíz reventado, diferentes partes del cerdo (espaldilla, cabeza, pierna, pescuezo, espinazo, patitas...), cebolla, chiles secos, rábano y lechuga. Se suele aromatizar con muchas especias como orégano o mejorana.
  - Pozole de trigo, que hace uso de granos de trigo en vez de granos de maíz. Es un platillo que se puede encontrar en las fiestas de Almoloya de Juárez, Temoaya y Lerma.[35] Las espigas se tuestan, luego se revuelcan en el metate para separar los granos y se cuece junto con epazote, cebolla y la cabeza de cerdo.[3]
- Quesadillas, un antojito consumido en el Estado de México y en toda la República, consiste en una tortilla de maíz rellena de queso y algún guiso: tinga, huitlacoche, pollo... dobladas y calentadas al comal.
- Quintoniles encebollados o al vapor, una sencilla receta de quintoniles, unos quelites que crecen alrededor de la milpa que se cuecen apenas unos minutos con ajo y cebolla acitronados.[36] A veces se le puede agregar un poco de chile serrano.
- El revoltijo
- Sopa de ajo
- Los tacos de plaza o placeros que son típicos de San Martín de las Pirámides, Acolman, Malinalco y prácticamente todo el estado. Los diferentes ingredientes se acomodan por separado en la mesa y el comensal rellena su tortilla con lo que desee.
- Los tamales,[3] de los cuales los más representativos son:
  - Tamal de carpa, típicos en el valle de Toluca.
  - Tamal de casa, típicos de Metepec.
  - Tamal de ollita o chuchuluco,[27]
  - Totomoche o tamal relleno, típicos de Zumpango de la Laguna.
- Texmole
- Tlacoyos
- Tlatoniles
- Las tortitas de huauzontle en salsa verde o roja. El huauzontle es un tipo de quelite (hierba comestible) que generalmente se cocina así: se blanquea primero, se cuece al vapor, se capea y fríe y se sirve bañado en un caldillo de jitomate.[37]
- La trucha estilo Malinalco, que se prepara rellena de jitomate, epazote, cebolla, ajo, mantequilla y chile. La trucha es la especialidad de Malinalco, y se cocina de diferentes maneras, frita, ahumada o empapelada en hoja de plátano o papel aluminio.[38]
- Ximbó, palabra de origen ñahñú que define tanto el plato como el horno de tierra donde se cocina. Se cava el hoyo, se cubre de piedras, se hace la brasa y se coloca el pollo envuelto en pencas de maguey.[39]

## Postres y dulces

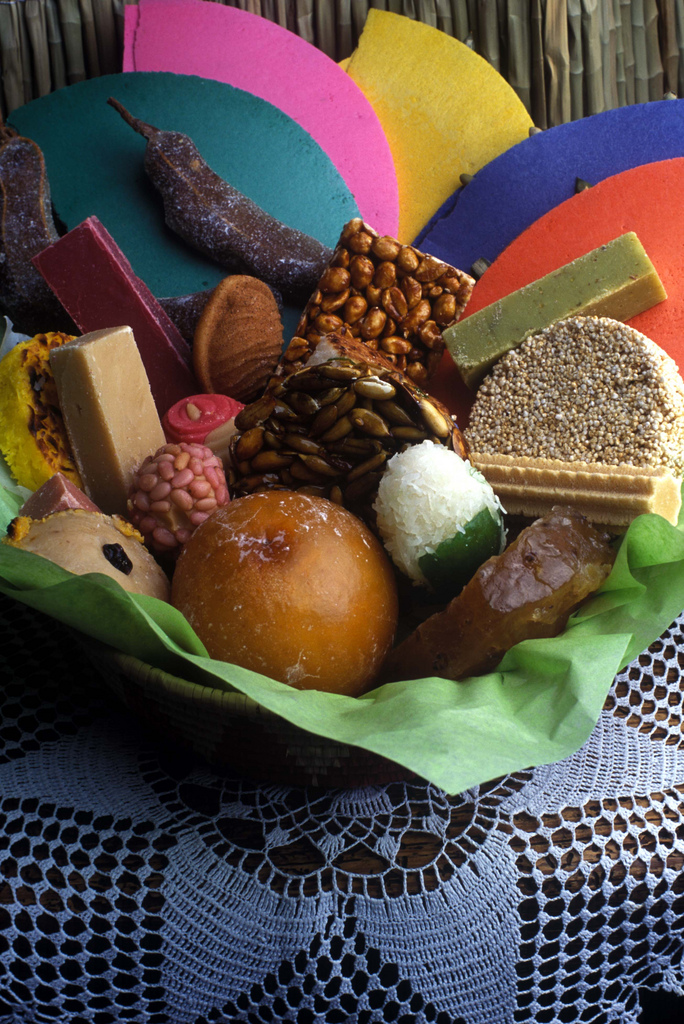
Dulces diversos de la gastronomía mexiquense.

- Alegrías
- 'Ates de fruta', típicos en Villa Victoria. Las frutas comunes incluyen higo, capulín, manzana, membrillo, pera y tejocote.[30]
- Croquetas de elote
- Fruta cristalizada
- Garapiñas toluqueñas
- Jamoncillos o lechitas, un dulce típico de Villa Victoria a base de leche y azúcar.[30]
- Limones rellenos de coco
- Nieves, típicas de Malinalco.
- Palanqueta de pepitas y de cacahuate

## Bebidas
- Garañona, un licor de hierbas de color verde brillante y con alrededor de 40° de alcohol. Fue creado por Don Ángel Pineda en 1932 y cada hogar de Metepec (donde se produce) tiene su propia receta e incluyen diferentes hierbas y frutas.[40] A veces se le llama «7 brincos» por contener siete hierbas, aunque pueden ser hasta catorce hierbas, entre ellas: ajenjo, cedrón, epazote de perro, gordolobo, hierbabuena, miel, piel de limón... etc. Se toma sola o en las rocas. Es fuertemente embriagante y se le atribuyen propiedades afrodisíacas.
- La garapiña, similar al tepache, pues se hace con cáscara y pulpa de piña que se fermenta. Es una típica bebida de la capital mexiquense, Toluca, y fue traída por un inmigrante cubano.[41]
- Mosco o mosquito, licor de frutas fermentadas nacido en 1924 en Toluca aunque creado por un valbravense, Don Aldolfo Pastor Almazán. Su graduación varía entre 19°, 31°, 43° y 45°.
- El pinole, h[3]
- Pulque,
  - Pulque curado
- El tecuí, una bebida caliente hecha con diversas frutas, azúcar, especias y también frutos secos. Es similar al ponche, y también se bebe por Navidad. Es originario de Calimaya.
- Torito, es típico de la Tierra Caliente, en el sur de Edomex, y se elabora con jugo de naranja, aguardiente de caña o tequila, cebolla y chile.[22] En Tejupilco, por ejemplo, se prepara para las fiestas patrias. No es la misma bebida que en Veracruz llaman también «torito»
- Zendechó o sendechó, una bebida alcohólica de origen prehispánico que preparan de forma local los mazahuas y otomíes del estado. Consiste básicamente en maíz germinado y pulque, aunque tiene una preparación laboriosa que se puede alargar por semanas.[42]